# Edward Irenaeus Prime-Stevenson
Edward Irenaeus Prime-Stevenson (ur. 23 lipca 1858 w Madison, w stanie New Jersey, zm. 23 lipca 1942 w Lozannie, Szwajcaria) – amerykański pisarz.
Urodził się w rodzinie prezbiteriańskiego duchownego, który był dyrektorem szkoły. Jego matka pochodziła z rodziny znanej z faktu, że było wielu pisarzy. Edward ukończył studia prawnicze, ale nie zdecydował się na podjęcie pracy w wyuczonej profesji. Postanowił zająć się pisarstwem i dziennikarstwem. W 1896 wydał “The Square of Sevens, and the Parallelogram: An Authoritative Method of Cartomancy with a Prefatory”. Angielski krytyk literacki Robert Antrobus utrzymuje, że jest to kopia opowiadania napisanego w 1735.
W 1901 Edward Irenaeus Prime-Stevenson przeniósł się do Europy i na krótko zamieszkał we Florencji, ale ostatecznie przeniósł się do Lozanny. W 1906 używając pseudonimu Xavier Mayne wydał powieść „Impre, memorandum” o treści związanej z homoseksualizmem. Dwa lata później napisał „The intersexes: a history of similisexualism as a problem in social life”, jest to praca stanowiąca obronę orientacji homoseksualnej z naukowego punktu widzenia, poparta uwarunkowaniami prawnymi, zawierająca wątki historyczne i zawierająca osobiste przemyślenia autora.

## Twórczość
- "White cockades: an incident of the "forty-five"" (1887)
- "Left to themselves: being the ordeal of Philip and Gerald" (1891)
- "Imre: A Memorandum" (1906)
- "The intersexes: a history of similisexualism as a problem in social life" (1908)
- "Her enemy, some friends and other personages, stories and studies mostly of human hearts" (1913).